# Сандра О
Са́ндра Міджу О (англ. Sandra Miju Oh, кор. 샌드라 미주 오, Сендира Міджу О; нар. 20 липня 1971, Оттава, Онтаріо, Канада) — канадська акторка та виконавча продюсерка. За свою кар'єру знялася в понад 40 фільмах, у першу чергу в незалежних драматичних стрічках, а також у низці американських телешоу. 
Найвідоміша роль: докторки Крістіни Янг у серіалі «Анатомія Грей» (премії Голлівудської асоціації іноземної преси («Золотий глобус») і Гільдії кіноакторів США — за найкращу жіночу роль у драматичному серіалі). У 2018-2022 роках виконувала головну роль у серіалі «Вбиваючи Єву», за яку неодноразово номінувалася «Золотий глобус», «Еммі», БАФТА та інші.

## Життєпис
Народилася в передмісті Оттави, містечку Непіан, в сім'ї емігрантів із Південної Кореї: батьки, які одружилися в Сеулі, переїхали в Канаду на постійне місце проживання в 1960-х, коли вступили до магістратури університету в Торонто. Батько О Джунсу (англ. Oh Junsu, кор. 오 준수) — бізнесмен, мати О Янг-нам (англ. Oh Young-nam, кор. 오 영남) — біохімікиня. Сандра має брата Рея, лікаря-онколога, та сестру Грейс, адвокатку.
В дитинстві займалася балетом, а після навчання в Національній театральній школі в Монреалі брала участь у театральних виставах, зокрема, в постановці Девіда Мемета (англ. David Mamet) «Олеанна» в Лондоні, Онтаріо.
У 2003—2006 рр. була у шлюбі з режисером і сценаристом Александером Пейном, з яким зняла фільм «На узбіччі» (англ. Sideways), що здобув «Оскар» за найкращий адаптований сценарій, та кілька інших премій.
8 липня 2013 року Сандра О отримала символічний ключ від міста Оттава (як почесна громадянка), який їй вручив мер Джим Вотсон.

## Кар'єра
У 1993 році Сандра О виконала головну роль у канадському телефільмі «Щоденник Евелін Ло» (англ. The Diary of Evelyn Lau), обійшовши на кастингу понад 1000 претенденток. Ця роль принесла їй схвальні відгуки критики і номінацію на премію «Джеміні» за найкращу жіночу роль на телебаченні. У наступному році вона здобула канадський аналог «Оскара» за виконання головної ролі у фільмі «Подвійне щастя» (англ. Double Happiness).
Перша головна роль у США — в комедійному серіалі каналу HBO «Арлісс», де вона працбвала 7 сезонів, з 1996 по 2002 рік.
У 1997 році Сандра О виборола премію кабельних програм CableACE Award, у 1999 — другу премію «Геній» за найкращу жіночу роль (у фільмі-катастрофі «Остання ніч»). Серед її інших значних робіт роль у фільмі 2000 року «Танці в „Блакитній ігуані“», а також подруги-лесбійки Даян Лейн в успішній американській комедії «Під сонцем Тоскани» (2003). Найбільш успішною стала її роль у фільмі 2004 року «На узбіччі», який широко обговорювався в пресі.
У 2005 році відома продюсерка Шонда Раймс запросила Сандру О на роль Крістіни Янг у серіал «Анатомія Грей», який у підсумку став одним із найрейтинговіших телепроєктів десятиліття. За роботу в ньому О отримала «Золотий глобус» за найкращу жіночу роль другого плану на телебаченні і нагороду Гільдії акторів США за найкращу жіночу роль у драматичному серіалі у 2006 році, а також п'ять років поспіль номінувалася на «Еммі» за найкращу жіночу роль другого плану в драматичному серіалі. Залишила серіал після 10-го сезону в травні 2014 року.
12 липня 2018 року Сандра О стала першою акторкою азійського походження, що отримала номінацію на телепремію «Еммі» в категорії «Найкраща жіноча роль в драматичному телесеріалі» за головну роль у телесеріалі «Вбиваючи Єву», запущеному Фібі Воллер-Брідж.

## Фільмографія
| Рік       |    | Українська назва           | Оригінальна назва                                        | Роль                                                                                  |
| --------- | -- | -------------------------- | -------------------------------------------------------- | ------------------------------------------------------------------------------------- |
| 2023      | ф  |                            | Quiz Lady                                                | Дженні Ям                                                                             |
| 2022      | мф | Я червонію                 | Turning Red                                              | Мін Лі, голос                                                                         |
| 2021—-    | с  |                            | The Chair                                                | Джи-Юн Кім, 6 епізодів                                                                |
| 2021      | мс | Невразливий                | Invincible                                               | Деббі Грейсон, 8 епізодів, голос                                                      |
| 2021      | мф | Рая та останній дракон     | Raya and the Last Dragon                                 | Вірана, голос                                                                         |
| 2018      | мс |                            | She-Ra and the Princesses of Power                       | Кастаспелла (Castaspella), 1 епізод, голос                                            |
| 2018      | с  | Вбиваючи Єву               | Killing Eve                                              | Єва Поластрі (Eve Polastri), головна роль                                             |
| 2017      | ф  |                            | Meditation Park                                          | Ава (Ava)                                                                             |
| 2017      | с  |                            | American Crime                                           | Еббі Танака (Abby Tanaka), 4 епізоди                                                  |
| 2016      | ф  | Жіноча бійка               | Catfight                                                 | Вероніка (Veronica)                                                                   |
| 2016      | ф  |                            | Window Horses: The Poetic Persian Epiphany of Rosie Ming | Розі Мін (Rosie Ming), голос                                                          |
| 2016      | мс |                            | Peg+Cat                                                  | президент, голос, 1 епізод                                                            |
| 2015      | с  |                            | Shitty Boyfriends                                        | Кеті (Kathy), 6 епізодів                                                              |
| 2015      | мф | Снігова битва              | фр. La guerre des tuques                                 | Чотириока Френкі (Four-eyed Frankie), голос в англомовній версії                      |
| 2015      | кф |                            | The Scarecrow                                            | Евелін (Evelyn)                                                                       |
| 2014      | ф  |                            | Tammy                                                    | Сьюзен (Susanne)                                                                      |
| 2005—2014 | с  | Анатомія Грей              | Grey's Anatomy                                           | Д-р Крістіна Янг (Dr. Cristina Yang), основна роль, 220 епізодів                      |
| 2014      | с  |                            | Betas                                                    | Шеррон (Sharron), 1 епізод                                                            |
| 2005—2013 | мс | Американський тато!        | American Dad!                                            | Хіко Йосіда (Hiko Yoshida) і Кейті (Katie), голоси, 5 епізодів                        |
| 2012      | кф |                            | A Helping Hand                                           | Синтія (Cynthia)                                                                      |
| 2008—2012 | мс | Фінеас і Ферб              | Phineas and Ferb                                         | Подружка д-ра Дуфеншміртца (Dr. Doofenshmirtz's Girlfriend) та інші голоси, 2 епізоди |
| 2011      | с  |                            | Michael: Every Day                                       | д-р Джуді Сун (Dr. Judy Song), 1 епізод                                               |
| 2010      | ф  |                            | Thorne: Scaredycat                                       | Сара Чень (Sarah Chen)                                                                |
| 2010      | ф  |                            | Quantum Quest: A Cassini Space Odyssey                   | Гал 2000 (Gal 2000), голос                                                            |
| 2010      | ф  | Кроляча нора               | Rabbit Hole                                              | Геббі (Gabby)                                                                         |
| 2010      | ф  |                            | Ramona and Beezus                                        | пані Мічем (Mrs. Meacham)                                                             |
| 2009      | ф  | Захесник (увага!)          | Defendor                                                 | д-р Еллен Пак (Dr. Ellen Park)                                                        |
| 2009      | мс | Робоцип                    | Robot Chicken                                            | Сара Коннор / Кейт Вінслет (Sarah Connor / Kate Winslet), голоси, 1 епізод            |
| 2008      | ф  |                            | Blindness                                                | міністерка охорони здоров'я                                                           |
| 2007      | в  |                            | The Land Before Time XIII: The Wisdom of Friends (Video) | Дуфа (Doofah), голос                                                                  |
| 2007      | кф |                            | Falling                                                  | Мелані (Melanie)                                                                      |
| 2006—2007 | с  |                            | American Dragon: Jake Long                               | Сун Пак (Sun Park), 6 епізодів                                                        |
| 2006      | мс |                            | Odd Job Jack                                             | Ванесса (Vanessa), 2 епізоди, голос                                                   |
| 2006      | ф  |                            | For Your Consideration                                   | покупчиня                                                                             |
| 2006      | ф  |                            | The Night Listener                                       | Анна (Anna)                                                                           |
| 2005      | ф  |                            | Cake                                                     | Лулу (Lulu)                                                                           |
| 2005      | кф |                            | Kind of a Blur                                           | Джо (Joe)                                                                             |
| 2005      | кф |                            | Stationery                                               | жінка (голос)                                                                         |
| 2005      | ф  |                            | Sorry, Haters                                            | Філліс Меджінтайр (Phyllis Magintyre)                                                 |
| 2005      | ф  |                            | 3 Needles                                                | монахиня Мері (Mary the Nun)                                                          |
| 2005      | ф  | Костолом                   | Break a Leg                                              | молода турчанка (Young Turk)                                                          |
| 2005      | ф  | Тверда цукерка             | Hard Candy                                               | Джуді Токуда (Judy Tokuda)                                                            |
| 2004      | мф | Мулан 2                    | Mulan 2                                                  | Тінтін (Ting Ting), голос                                                             |
| 2004      | кф |                            | 8 Minutes to Love                                        | Джой (Joy)                                                                            |
| 2004      | ф  |                            | Wilby Wonderful                                          | Керол Френч (Carol French)                                                            |
| 2004      | ф  | На узбіччі                 | Sideways                                                 | Стефані (Stephanie)                                                                   |
| 2003      | ф  | Під сонцем Тоскани         | Under the Tuscan Sun                                     | Патті (Patti)                                                                         |
| 2003      | ф  |                            | Rick                                                     | Мішель (Michelle)                                                                     |
| 2003      | кф |                            | It Wasn't Supposed to Be Like This...                    |                                                                                       |
| 2003      | ф  |                            | Owning Mahowny                                           | гравчиня у крепс (Craps Player)                                                       |
| 2001—2002 | мс |                            | The Proud Family                                         | Марша Міцубісі (Marsha Mitsubishi), 5 епізодів, голос                                 |
| 2002      | ф  |                            | Long Life, Happiness & Prosperity                        | Кін Хо Лам (Kin Ho Lum)                                                               |
| 1996—2002 | с  |                            | Arli$$                                                   | Ріта Ву (Rita Wu), головна роль, 53 епізоди                                           |
| 2002      | ф  |                            | Full Frontal                                             | звільнена працівниця (Fourth Fired Employee)                                          |
| 2002      | кф |                            | Barrier Device                                           | Одрі (Audrey)                                                                         |
| 2002      | ф  | Великий товстий брехун     | Big Fat Liar                                             | Місис Філліс Колдвелл (Mrs. Phyllis Caldwell)                                         |
| 2001      | кф |                            | Date Squad                                               | Альфа-дитина (Alpha Baby)                                                             |
| 2001      | с  |                            | Judging Amy                                              | детективка Шеллі Чен (Detective Shelly Tran), 3 епізоди                               |
| 2001      | ф  | Щоденники принцеси         | The Princess Diaries                                     | заступниця директора Гупта (Vice Principal Gupta)                                     |
| 2001      | с  | Клієнт завжди мертвий      | Six Feet Under                                           | порноакторка, 1 епізод                                                                |
| 2001      | с  |                            | Further Tales of the City                                | Бамбі Канетака (Bambi Kanetaka), 3 епізоди                                            |
| 2000      | кф |                            | Three Lives of Kate                                      | оповідачка                                                                            |
| 2000      | ф  | Танці в «Блакитній ігуані» | Dancing at the Blue Iguana                               | Джасмін (Jasmine)                                                                     |
| 2000      | ф  | Пробуджуючи мерців         | Waking the Dead                                          | Кім (Kim)                                                                             |
| 1999      | с  |                            | Popular                                                  | учителька (Humanities Teacher), 2 епізоди                                             |
| 1999      | с  |                            | Happily Ever After: Fairy Tales for Every Child          | Хлібна крихта (Breadcrumb), 1 епізод, голос                                           |
| 1999      | ф  |                            | Guinevere                                                | Сінді (Cindy)                                                                         |
| 1998      | ф  | Вічна північ               | Permanent Midnight                                       | подружка                                                                              |
| 1998      | ф  | Червона скрипка            | англ. Red Violin, фр. Le Violon Rouge                    | пані Мін                                                                              |
| 1998      | с  |                            | Cousin Skeeter                                           | 1 епізод                                                                              |
| 1998      | ф  |                            | Last Night                                               | Сандра (Sandra)                                                                       |
| 1997      | ф  | Заручники                  | Bad Day on the Block                                     |                                                                                       |
| 1997      | ф  | Містер Бін в Америці       | Bean                                                     | Берніс Шиммель (Bernice Schimmel)                                                     |
| 1996      | кф |                            | Cowgirl                                                  | Сара Хван (Sara Hwang)                                                                |
| 1996      | с  |                            | Kung Fu: The Legend Continues                            | Май Чи (Mai Chi), 1 епізод                                                            |
| 1995      | кф |                            | Prey                                                     | Іль Бей (Il Bae)                                                                      |
| 1995      | тф |                            | Cagney & Lacey: The View Through the Glass Ceiling       | офіцерка поліції Анджела Лам (Angela Lum)                                             |
| 1995      | с  |                            | Lonesome Dove: The Outlaw Years                          | Мін Ді (Ming Li), 1 епізод                                                            |
| 1995      | с  |                            | If Not for You                                           |                                                                                       |
| 1994      | ф  |                            | Double Happiness                                         | Джейді Лі (Jade Li)                                                                   |
| 1994      | тф |                            | The Diary of Evelyn Lau                                  | Евелін Лау (Evelyn Lau)                                                               |
| 1993      | с  |                            | E.N.G.                                                   | протестувальниця, 1 епізод                                                            |
| 1992      | тф |                            | School's Out!                                            | офіціантка                                                                            |
| 1989      | с  |                            | Denim Blues                                              | Гвен (Gwen)                                                                           |
| 1989      | кф |                            | The Journey Home                                         |                                                                                       |